# Triacilglicerol

Triacilglicerol insaturado com radicais carboxílicos diferentes. Porção à esquerda: glicerol. Porção à direita (de cima para baixo): ácido palmítico, ácido oleico, ácido alfa-linolênico
Fórmula: C_{55}H_{98}O_{6}

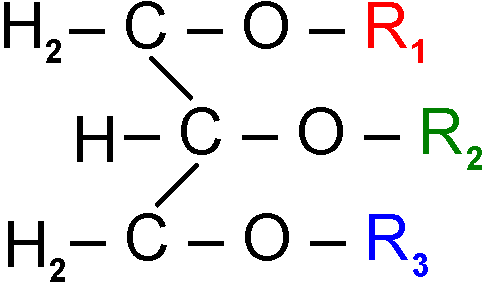
Estrutura geral de triacilglicerol, a exibir três radicais alquílicos,
que podem ser diferentes os três, iguais em dois, ou iguais os três.

Triacilglicerol, conhecido também como triglicerídeo, é o nome genérico de qualquer tri-éster oriundo da combinação do glicerol (um triálcool) com ácidos, especialmente ácidos graxos (ácidos carboxílicos de longa cadeia alquílica), no qual as três hidroxilas (do glicerol) sofreram condensação carboxílica com os ácidos, os quais não precisam ser necessariamente iguais. Triacilgliceróis são prontamente reconhecidos como óleos ou gorduras (ver óleo vegetal e gordura), produzidos e armazenados nos organismos vivos para fins de reserva alimentar.
De forma simplificada, um triacilglicerol é formado pela união de três ácidos graxos a uma molécula de glicerol, cujas três hidroxilas (grupos –OH) ligam-se aos radicais carboxílicos dos ácidos graxos.
Conquanto a forma preferível seja "Triacilglicerol", alternativamente usam-se também as variantes seguintes, todas com o mesmo significado:
1. Triacilglicerídeo;
2. Triacilglicerídio;
3. Triacilglicérido;
4. Triacilglicéride;
5. Triacilglicídeo;
6. Triacilglicídio;
7. Triglicerídeo;
8. Triglicerídio;
9. Triglicérido;
10. Triglicéride;
11. Triglicerol.

## Características
Os triacilgliceróis são compostos essencialmente apolares (possuem longas cadeias de carbono), além de que as regiões polares de seus precursores desapareceram na formação das ligações do tipo éster (através da síntese por desidratação). Por isso, constituem moléculas muito hidrofóbicas. São insolúveis em água e solúveis em solventes orgânicos, como o álcool, benzina, éter e clorofórmio.
Os triacilgliceróis podem ser hidrolisados, liberando com isso ácidos graxos e glicerol. Se esta hidrólise é feita em meio alcalino, formam-se sais de ácidos graxos, os sabões, e o processo chamado de saponificação. Inclusive, sendo esse o processo de fabricação de sabão a partir de gordura animal, em um meio com NaOH ou KOH.

## Exemplos
Alguns exemplos de triacilgliceróis, em que os três ácidos graxos que fazem parte das suas composições são iguais:
- Butirina: ácido butírico;
- Triestearato (Triestearina): ácido esteárico;
- Tripalmitato (Tripalmitina): ácido palmítico;
- Trioleato (Trioleína): ácido oleico;
- Triricinoleato (Triricinoleína): ácido ricinoleico.

## Degradação dos triacilgliceróis no Corpo Humano
A mobilização do depósito de triacilgliceróis é obtida pela ação das lipases dos adipócitos, que são enzimas sujeitas a regulação hormonal, que hidrolisa os triacilgliceróis a ácidos graxos e glicerol. Sendo que estes produtos são oxidados por vias diferentes. O glicerol não pode ser reaproveitado pelos adipócitos, por esses não terem a glicerol quinase, e são por isso liberados na circulação. Já no fígado e outros tecidos, que tem essa quinase, o glicerol é convertido a glicerol-3-fosfato e depois transformado em diidroxiacetona fosfato, um intermediário da glicólise e neoglicogênese.
Já os ácidos graxos que são liberados dos adipócitos são transportados pelo sangue ligados à albumina e são utilizados por tecidos como fonte energética. O cérebro e as hemácias não os utilizam como fonte energética, porque só utilizam glicose.
Os triacilgliceróis vindos da dieta são hidrolisados por uma enzima diferente (lipase lipoproteica) e os produtos finais dessa hidrólise, glicerol e ácidos graxos, ficam disponíveis para as células.
A quantidade normal no organismo varia de 80-149 mg/dl. Em excesso (hipertrigliceridemia), participa do processo de aterosclerose, que obstrui os vasos sanguíneos. Outras complicações advindas do acúmulo de triglicerídios (taxas superiores a 400 mg/dl) são relacionadas à ausência de libido e, nos homens, ejaculação precoce e disfunção erétil.

## Os Triacilgliceróis no equilíbrio da densidade dos cachalotes
Os triacilgliceróis são biologicamente úteis na alimentação dos cachalotes, uma determinada espécie de baleias. Esses mamíferos alimentam-se quase exclusivamente em águas muito profundas, o que lhes confere uma característica muito peculiar, o grande órgão do espermacete, uma massa oleosa que contém uma mistura de ceras e triacilgliceróis. Quando o cachalote mergulha em mar profundo para caçar, o óleo do espermacete solidifica deixando assim sua densidade com a mesma densidade da água ambiente. Durante o retorno á superfície para a respiração o espermacete congelado é aquecido e fundido de novo, diminuindo a sua densidade para atingir a mesma da superfície.